# Guiu de Nantes
Guiu de Nantes (llatí Wido o Widonis, franc Widon, francès Guy) († abans de 819), fou comte de Nantes i prefecte o "marquès" de la Marca de Bretanya.
Fill de Lambert i de Teutberge es troba a l'inici de la família dels Widònides originaris d'Austràsia. El prefecte de la Marca de Bretanya, Rotllà, va morir en la batalla de Roncesvalles el 778 i degué ser llavors quan Guiu fou nomenat, però no apareix esmentat a cap document. Algunes fonts el suposen comte de Nantes vers el 786 i durant una dotzena d'anys hauria lluitat a Bretanya que va conquerir vers el 799 i llavors va rebre el comandament de la marca ampliada, mantenint el comtat de Nantes, mentre que el seu germà Frodoald va rebre (o ja tenia) com a subordinat el comtat de Vannes. Ela annals diuen per l'any 799: "Guiu, prefecte de les marques de Bretanya, que en el mateix any havia recorregut tota aquesta província amb els seus col·legues comtes, va presentar a Carlemany) a Aquisgrà, les armes dels caps bretons qui se li havien rendit; sobre cada trofeu estava inscrit el nom del cap al qual pertanyien les armes". També s'assenyala en un altre lloc que "la Bretanya semblava aleshores completament sotmesa".
Després el nom de Guiu (Wido) torna a aparèixer algun cop, singularment el 814, en alguns dels diplomes del cartulari de l'abadia de Sant Salvador de Redon on es troba el nom al costat del del cap bretó Jarnhitin (o Iarnhitin), machtiern o mactiern o princeps plebis (cap): "Jarnhitin regna, Wido és comte".
Guiu va morir vers el 819 doncs ja era mort el 819 quan apareix com a comte el seu fill Lambert I de Nantes que el va succeir com a comte de Nantes i al front de la Marca de Bretanya.